# Tomaspis rubripennis
Tomaspis rubripennis är en insektsart som först beskrevs av Blanchard och Brulle 1846.  Tomaspis rubripennis ingår i släktet Tomaspis och familjen spottstritar. Inga underarter finns listade i Catalogue of Life.